# PZL Bielsko IS-1
Die PZL IS-1 Sęp (deutsch Geier) ist ein nach dem Ende des Zweiten Weltkriegs entwickeltes polnisches Hochleistungssegelflugzeug. Das Kürzel IS steht für Instytut Szybownictwa (Institut für Segelflugwesen).

## Entwicklung

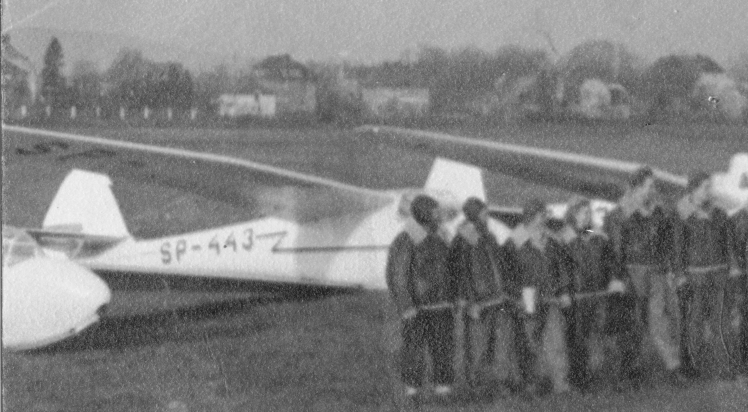
Der Prototyp IS-1 auf dem Flugplatz Jeżów Sudecki (1950)

Die IS-1 war das erste Segelflugzeug, das nach dem Zweiten Weltkrieg in Polen entwickelt wurde. Die Konstruktion wurde von Władysław Nowakowski und Józef Niespał ausgearbeitet. Der Erstflug am 2. Juni 1947 war aufgrund falsch angeschlossener Querruder nur von kurzer Dauer, doch konnte der Pilot Piotr Mynarski das Flugzeug sicher landen. Die weitere Erprobung wurde erfolgreich absolviert und bereits einen Monat später nahm Adam Zientek mit der IS-1 (Kennzeichen SP–443) an einem vom Schweizer Aeroclub ausgetragenen Wettbewerb in Samedan teil und belegte den achten Platz. Die bei diesem Treffen gemachten Erfahrungen führten zu einigen Verbesserungen; die Tragflächen erhielten eine größere V-Form, Quersteuerung und Landeklappen wurden geändert und das Cockpit umgestaltet. Von dieser als Sęp bis bezeichneten Ausführung wurden fünf Exemplare gebaut, das Erste davon wurde im Mai 1948 vollendet. Drei dieser Flugzeuge wurden für die Weltmeisterschaft von 1948 gemeldet; ihre Teilnahme aber durch die Absage der polnischen Auswahl verhindert. Dafür kam die IS-1 noch im gleichen Jahr bei den polnischen Meisterschaften zum Einsatz und belegte dort die drei ersten Plätze. Weitere Bestleistungen schlossen sich an. Beispielsweise flog Irena Kempówna mit der SP–549 am 10. Juni 1948 ein 100-km-Dreieck mit 50 km/h und stellte damit einen neuen Weltrekord auf. Es folgte am 23. Juli 1950 ein nationaler Höhenrekord von 5737 m, der von Tadeusz Góra erzielt wurde, nachdem am Tag zuvor Adam Zientek auf einem Zielstreckenflug über 232 km zurückgelegt hatte. Ein weiterer polnischer Landesrekord wurde am 23. Juli 1953 von Jerzy Popiel aufgestellt, der ein Dreieck von 100 km mit 68,55 km/h durchflog.
Die IS-1 wurde bis in die 1960er Jahre hinein genutzt; eines der sechs gebauten Exemplare mit dem Kennzeichen SP–552 ist erhalten geblieben und wird im Luftfahrtmuseum in Krakau ausgestellt.

## Aufbau
Die IS-1 ist ein freitragender Schulterdecker in Holzbauweise. Der Rumpf besitzt einen ovalen Querschnitt und ist mit Sperrholz beplankt. Die Tragflächen weisen einen leichten Knick auf und bestehen aus einer Holzkonstruktion mit Stoffbespannung und einer Vorderkante aus Sperrholz. Auch die Querruder besitzen Stoffbespannung. Hinter dem Hauptholm befinden sich auf 15 oder 40° ausfahrbare Fowlerklappen sowie Klappen aus Metall an der Unterseite der Flügelvorderkante. Die Serienmodelle wurden zusätzlich mit Störklappen auf der Flügeloberseite ausgestattet. Auch das freitragende Leitwerk besteht aus Holz, wobei die Flossen mit Sperrholz verkleidet und die Ruder mit Stoff bespannt sind. Das Fahrwerk bildet eine von einem Gummischlauch gefederte Gleitkufe unter dem vorderen Rumpf sowie ein tennisballgefederter Schleifsporn unter dem Heck.

## Technische Daten
| Kenngröße              | Daten                                       |
| ---------------------- | ------------------------------------------- |
| Besatzung              | 1                                           |
| Spannweite             | 17,50 m                                     |
| Länge                  | 7,50 m                                      |
| Höhe                   | 1,25 m                                      |
| Flügelfläche           | 17 m²                                       |
| Flügelstreckung        | 18                                          |
| Flächenbelastung       | maximal 20,70 kg/m²                         |
| Leermasse              | 276 kg                                      |
| Startmasse             | maximal 353 kg                              |
| Höchstgeschwindigkeit  | 225 km/h                                    |
| Mindestgeschwindigkeit | 50 km/h 40 km/h mit Klappen                 |
| Sinkgeschwindigkeit    | 1,60 m/s bei 100 km/h 2,60 m/s bei 120 km/h |
| Geringstes Sinken      | 0,75 m/s bei 67 km/h                        |
| Gleitzahl              | 27 bei 72 km/h                              |
| Flügelprofil           | Gö 549 (Wurzel) NACA M-12 (Außenfläche)     |